# Within You Without You
A Within You Without You a nyolcadik dal a The Beatles nevű brit rockegyüttes Sgt. Pepper’s Lonely Hearts Club Band című albumáról. A szerzője George Harrison gitáros volt.

## Közreműködött
- George Harrison – ének, tambura, szitár, akusztikus gitár
- Anna Joshi – dilruba
- Amrit Gajjar – dilruba
- Natwar Soni – tabla
- Buddhadev Kansara – tambura
- Neil Aspinall – tambura
- ismeretlen– swarmandal
- Erich Gruenberg, Alan Loveday, Julien Gaillard, Paul Scherman, Ralph Elman, David Wolfsthal, Jack Rothstein, Jack Greene – hegedű
- Reginald Kilbey, Allen Ford, Peter Beavan – cselló

## Fordítás
- Ez a szócikk részben vagy egészben  a   Within You Without You  című angol Wikipédia-szócikk ezen változatának fordításán alapul.  Az eredeti cikk szerkesztőit annak laptörténete sorolja fel. Ez a jelzés csupán a megfogalmazás eredetét és a szerzői jogokat jelzi, nem szolgál a cikkben szereplő információk forrásmegjelöléseként.